# Ernst Strachwitz
Ernst Strachwitz (* 22. Dezember 1919 in Wöbling bei Graz; † 13. Juli 1998 in Wien) war ein österreichischer Politiker (ÖVP, VdU) und konservativer Publizist. Von 1949 bis 1953 war er Abgeordneter zum Nationalrat.

## Leben
Der Angehörige der alten gräflichen Familie Strachwitz war im Zweiten Weltkrieg Offizier, zuletzt Major und Gebirgsjägerregimentskommandeur, nahm unter anderem an den Kämpfen um Narvik teil, und wurde am 28. November 1944 mit dem Ritterkreuz des Eisernen Kreuzes ausgezeichnet. Nach dem Krieg studierte er Rechtswissenschaften und war Studentenvertreter der bürgerlichen Fraktion in der Hochschülerschaft an der Universität Graz. Nach seinem Ausscheiden aus der Politik war er als Rechtsanwalt tätig und vertrat u. a. Taras Borodajkewycz und Johann Haselgruber.
Strachwitz war Gründungspräsident und später Ehrenmitglied des Österreichischen Alpenvereins in der Steiermark.

## Politische Tätigkeit
Strachwitz engagierte sich in der „Hilfs- und Betreuungsstelle für Heimkehrer“ und gründete die „Junge Front“ als deutschnational-konservative Organisation, die vor allem ehemalige Frontsoldaten ansprechen sollte. Von der Steirischen Volkspartei wurde Strachwitz als Kandidat für die Nationalratswahl 1949 aufgestellt und über die Landeswahlliste gewählt. Er sollte gemäß der Versöhnungsstrategie von Alfons Gorbach deutschnationale Kreise und ehem. Nationalsozialisten für die Volkspartei gewinnen was zu Konflikten innerhalb der Partei führte. Von 1948 bis 1951 war er auch Vorsitzender der steirischen JVP. 1950 hatte er wesentlichen Anteil an der öffentlichen Kontroverse um den KPÖ-nahen Grazer Kirchenrechtler Heinrich Brandweiner.
Da Strachwitz als Vorsitzender der Jungen Front die unabhängige Kandidatur von Burghard Breitner bei der Bundespräsidentschaftswahl 1951 gegen den offiziellen ÖVP-Kandidaten Heinrich Gleißner unterstützt hatte, wurden er und seine Unterstützer am 9. Juni 1951 aus der Volkspartei ausgeschlossen. Mit Unterstützung von Willfried Gredler, Gustav Canaval und Hans Steinacher gründete er daraufhin die Aktion zur politischen Erneuerung, die ein Wahlbündnis mit dem Verband der Unabhängigen einging. Bei der Nationalratswahl 1953 gingen zwei Mandate an Angehörige der „Aktion“, Strachwitz selbst scheiterte jedoch. Die vorgeschlagene Fusion beider Gruppen scheiterte schließlich an internen Widerständen im VdU. Der Niedergang der „Aktion“ und des VdU folgte, am Aufbau der FPÖ nahm Strachwitz aufgrund persönlicher Vorbehalte (unter anderem gegenüber Jörg Kandutsch und Anton Reinthaller) nicht mehr teil.
1958 gründete er die rechtskonservative Zeitschrift Neue Ordnung, die heute im Leopold Stocker Verlag erscheint. Bei der Wahl im Jahr 1971 kandidierte er zusammen mit Felix Ermacora auf Einladung von Karl Schleinzer nochmals als unabhängiger Kandidat des „nationalen Lagers“ für die ÖVP für den Nationalrat. Politische Gegner warfen Strachwitz im Wahlkampf vor, er würde eine Neugründung der Heimwehr vorbereiten. Schließlich wurde Strachwitz gewählt, verzichtete jedoch auf sein Mandat.